# رایدر داد
رایدر داد (انگلیسی: Ryder Dodd؛ زادهٔ ۱۹ ژانویهٔ ۲۰۰۶) بازیکن واترپلو اهل ایالات متحده آمریکا است.
وی در مسابقات کشوری و بین‌المللی در مجموع برندهٔ ۱ مدال برنز شده است.